# Paperino pilota razzo
Paperino pilota razzo (Test Pilot Donald) è un film del 1951 diretto da Jack Hannah. È un cortometraggio animato realizzato, in Technicolor, dalla Walt Disney Productions, uscito negli Stati Uniti l'8 giugno 1951 e distribuito dalla RKO Radio Pictures. È stato distribuito anche con i titoli Paperino collaudatore e Paperino aviatore.

## Trama
Paperino è al parco e fa volare un aeroplano a volo vincolato, che si incaglia a un ramo dell'albero di Cip e Ciop. Quest'ultimo decide di salirci e di volarci pilotandolo con i comandi interni, finendo per staccare l'aereo dalla corda che tiene Paperino e rompendolo. Il papero finisce così per scoprire lo scoiattolo e, mentre ripara l'aereo, intrappola Ciop sotto una brocca. Quest'ultimo però riesce a fuggire e a impossessarsi dell'aereo, con cui attacca Paperino, che cerca di fermarlo agganciandovi una canna da pesca. Ciop allora attiva il motore a tutto gas e finisce per trascinare Paperino, finché questi non riesce a raggiungere l'aereo, così Ciop si paracaduta. Poco dopo la lenza della canna da pesca si incaglia alla sommità di un edificio e l'aereo con su Paperino inizia a girare intorno a essa, fino a tarda notte.

## Distribuzione

### Edizioni home video
Il cortometraggio è incluso nella raccolta Paperino e l'arte del divertimento, uscita sia in VHS che in DVD.